# ایچیزو ناکاتا
ایچیزو ناکاتا (انگلیسی: Ichizo Nakata؛ زادهٔ ۱۹ آوریل ۱۹۷۳) بازیکن فوتبال اهل ژاپن است.
از باشگاه‌هایی که در آن بازی کرده‌است می‌توان به باشگاه فوتبال آویسپا فوکوئوکا و باشگاه فوتبال جف یونایتد ایچیهارا چیبا اشاره کرد.